# Michelle Thrush
Michelle Thrush (* 6. Februar 1967 in Calgary) ist eine kanadische Theater- und Filmschauspielerin.

## Leben
Michelle Thrush ist indianischer Abstammung und gehört dem Volk der Cree an. Sie spielte mit 17 Jahren ihre erste Filmrolle. Mit 20 zog sie nach Vancouver, wo sie einen Agenten fand und im Theater sowie in Fernsehserien auftrat. Ab 2009 spielte sie in der Serie Blackstone als „Gail Stoney“ mit, für diese Hauptrolle wurde sie mit einem Gemini Award ausgezeichnet und für einen Canadian Screen Award nominiert.

## Filmografie (Auswahl)
- 1984: Isaac Littlefeathers
- 1993–1997: Die Mounties von Lynx River (North of 60, Fernsehserie, 10 Folgen)
- 1995: Dead Man
- 2002: Skins
- 2007: Pathfinder – Fährte des Kriegers (Pathfinder)
- 2008–2010: Mixed Blessings (Fernsehserie, 15 Folgen)
- 2009–2015: Blackstone (Fernsehserie, 39 Folgen)
- 2012–2014: Arctic Air (Fernsehserie, 8 Folgen)
- 2013: Jimmy P. – Psychotherapie eines Indianers (Jimmy P: Psychotherapy of a Plains Indian)
- 2017–2019: Tin Star (Fernsehserie, 7 Folgen)
- 2020: Tribal (Fernsehserie, 7 Folgen)
- 2022: Prey
- 2023: Little Bird (Fernsehserie, 4 Folgen)